# Maalouf

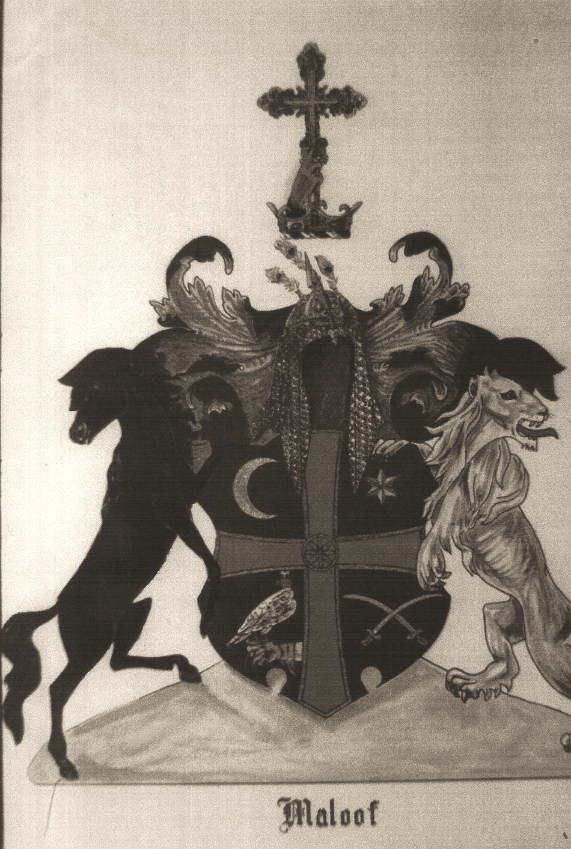
Escudo de Armas de la familia Maalouf

Maalouf o Al-Maaluf (en árabe ﻣﻌﻠﻮﻑ y ﺍﻟﻣﻌﻠﻮﻑ) es un apellido árabe.

## Historia
La familia Maalouf pertenecía a la tribu de los Bani Al-Asad (Hijos del León) y del mismo grupo que los Gasánidas que emigraron desde Yemen a Houran (حوران) en la actual Siria, antes del colapso de la presa de Marib alrededor de 102 d. C. 
Después de la llegada de los árabes musulmanes, solo algunos miembros se convirtieron al Islam, mientras que la mayoría conservó su fe cristiana. Varios destacados dirigentes recibieron un título nobiliario de Maayuf (en árabe: ﻣﻌﻴﻮﻑ) que significa "exentos" o "protegidos".
Ibrahim Maalouf apodado Abu Rajih era un terrateniente importante y rico en la ciudad de Alta Damia en Houran. Tuvo siete hijos: Issa (ﻋﻴﺴﻰ), Medlej (مدلج), Farah (فرح), Hanna (حنا), Nasser (ناصر), Neme (نعمة) y Semaan (سمعان). 
Por razones políticas, sociales y religiosas, y como resultado de un conflicto de su familia con los clanes vecinos en 1519 d. C., Ibrahim decidió vender su tierra y dejar Houran. La familia cruzó Siria y la llanura de Damasco, en la cordillera del Antilíbano y se instaló primero durante unos años en el pueblo de Seriin (سرعين) al noroeste de la ciudad de Zahlé en el valle de la Bekaa. Pero esta estancia fue de corta duración debido a conflictos con los lugareños. En 1526, Ibrahim decidió trasladarse a Bsharri (بشري) en las montañas del norte de Líbano pero en su camino, se topó con un pueblo abandonado en las montañas, por lo que decidieron establecerse allí. Se reconstruyó la casa y se llamó al pueblo Duma (en árabe: دوما) en memoria de su pueblo original en Houran. Se erigió una iglesia en el nombre de San Sarkis venerado por los cristianos de Houran. 
La estancia en Duma era agradable y el clan desarrolló relaciones de amistad con sus vecinos y el emir gobernante. Sin embargo, el asesinato de un gobernador de Trípoli sobre su deseo de casarse con una de sus hijas les obligó a buscar la seguridad en Keserwan, distrito que fue gobernado por un emir amigable para la familia.
Tras su llegada a Antelias, el clan decidió que las familias de Issa, Medlej, Farah y Hanna se establecieran en las altas montañas de Keserwan, mientras que las familias de Nasser y Neme fueran a Palestina, y la familia de Semaan en la costa cerca de Antelias.
Después de recibir el permiso del emir gobernante, las familias de Issa, Medlej y Farah trasladaron sus hogares y se construyó el pueblo de Kfarakab (en árabe كفر عقاب significa “la casa del águila”) en el año 1560 d. C. y la iglesia principal en 1570 d. C.

## Tiempos recientes
Kfarakab se convirtió en el corazón del clan Maalouf y dio a la familia la oportunidad de desempeñar un papel integral en la evolución social, económica, política y militar en el Líbano. Desde Kfarakab, miles de descendientes se repartieron por todo el Líbano y el mundo entero, especialmente desde finales de 1800, ya que se establecieron en los Estados Unidos de América, Canadá, Brasil, México, Argentina, Australia y Paraguay. La familia Maalouf está destacada en varias ciudades y aldeas libanesas, en particular Zahlé, donde todo un barrio lleva el nombre de la familia en el valle de la Bekaa.